# HMS Norfolk (78)
L'HMS Norfolk va ser un creuer pesant de classe County de la Royal Navy; juntament amb el seu vaixell germà Dorsetshire va formar part d'una subclasse de quatre vaixells. Va servir durant la Segona Guerra Mundial, on va participar en l'enfonsament dels cuirassats Bismarck i Scharnhorst de la Marina alemanya.

## Construcció
[ editar ]
Se li va col·locar la quilla el juliol de 1927 a Govan per Fairfield Shipbuilding & Engineering Co. Ltd i va ser avarat el 12 de desembre de 1928. Va ser assignat el 30 d'abril de 1930.

## Historial de serveis

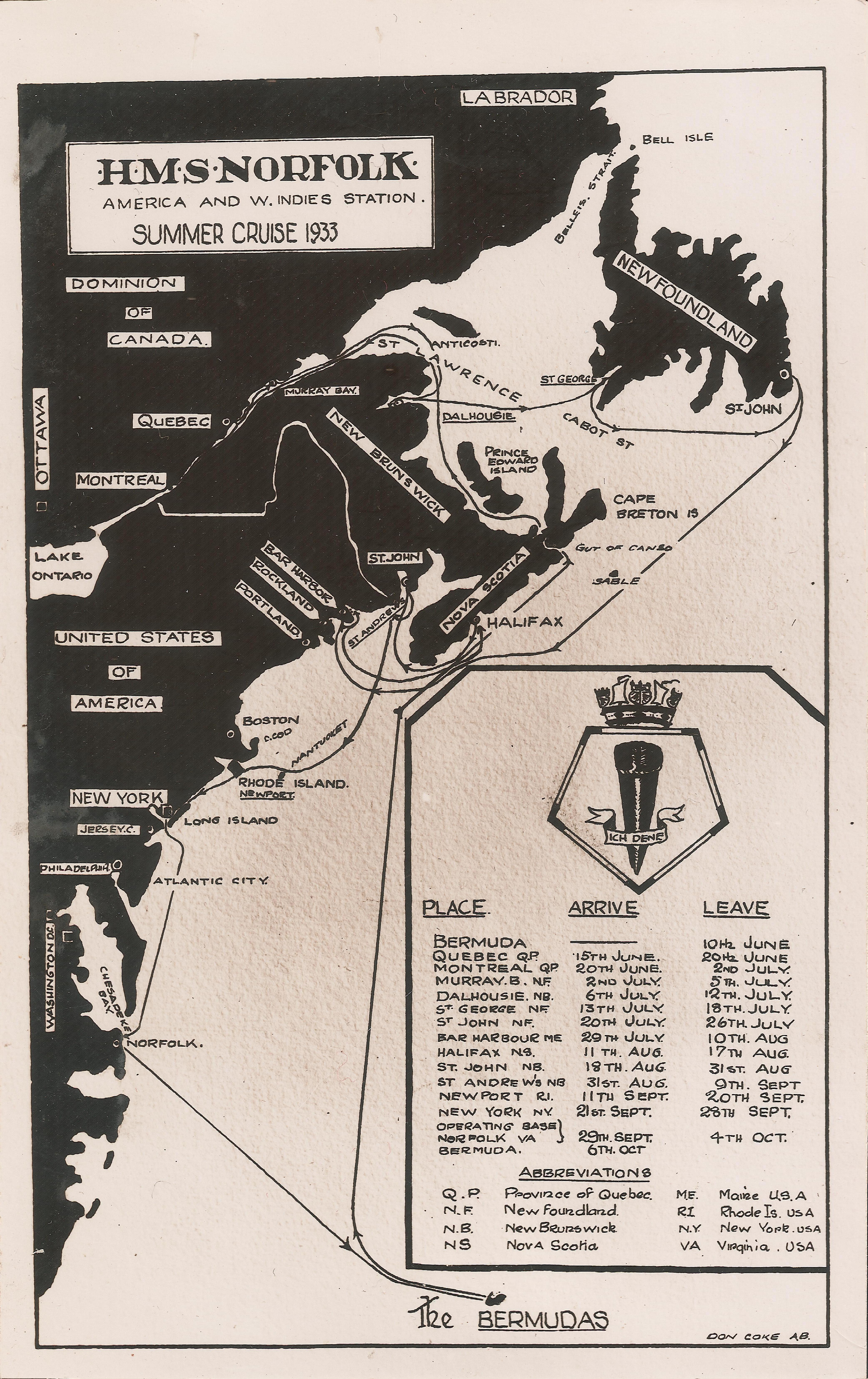
Mapa de creuers d'estiu de l'HMS Norfolk de 1933

### Període d'entreguerres
El setembre de 1931, la tripulació del Norfolk va formar part d'un motí que més tard es coneix com el Motí d'Invergordon. Més tard, el vaixell va servir amb la Home Fleet fins al 1932 i aleshores va ser el vaixell insígnia del 8è Esquadró de creuers a l'estació d'Amèrica del Nord i les Índies Occidentals, amb seu al Royal Naval Dockyard a l'illa d'Irlanda a la colònia de la Imperial fortress de les Bermudes, entre 1932 i 1934. Els vaixells amb seu a les Bermudes passaven gran part de l'any navegant per les Amèriques de manera individual o en grups reduïts, alhora que estaven disponibles per respondre als estats d'emergència (incloent-hi l'alleujament dels huracans i la protecció dels interessos britànics durant les guerres civils com la Guerra Cristero a Mèxic) a qualsevol part de la regió. Tota l'esquadra va fer exercicis a les Bermudes. El Norfolk va sortir de les Bermudes, i de l'estació, el dimecres 21 de novembre de 1934, cap a Anglaterra, en condicions de tempesta. A les 11:50 del matí següent a la posició 35.39 nord, 59.28 oest, la tripulació de Norfolk va veure el cutter de 25' del comandant R.G. Graham, Royal Navy (retirat), amb una sola mà des de Terranova fins a les Bermudes, on Graham havia estat basat durant el Primera Guerra Mundial a l'HMS Carnarvon . Graham havia estat retardat a Terranova durant dos mesos per malaltia o "mai no hauria intentat el viatge en aquesta època de l'any" . No va albirar el Norfolk , que va comunicar l'avistament per radio a les Bermudes, però no va poder fer una identificació positiva ni fer un rescat. Graham estava més enllà del punt d'esgotament, no sabia la seva longitud dins de les 100 milles i no estava segur de la seva latitud, el seu rellotge cronòmetre s'havia trencat i navegava per compte mort mentre abocava aigua durant dies mentre el seu vaixell va ser colpejat i el seu vaixell es va rentar. " Mai s'esperava que passés ni un minut" , un pronòstic compartit per altres mariners. Per "la sort més sorprenent" el matí del dilluns 26 de novembre, quan navegava sota una vela d'estada, va notar el canvi de color de l'aigua (al passar per la vora nord del pedestal de les Bermudes) , després va espiar la balisa a North Rock poc abans que hauria córrer per sobre de la línia nord de l'escull (que es troba a 14 milles de la costa). El temps li va impedir treballar al canal de navegació principal (a l' East End de les Bermudes ) a través de l'escull, així que va treballar al voltant del West End i quan estava fora de Gibb's Hill.va sortir una barca a motor i el va remolcar fins a Ely's Harbour.
De 1935 a 1939, el Norfolk va servir amb el comandant en cap de les Índies Orientals , abans de tornar a casa per a reparar-se el 1939, sent encara en mans de la drassana quan es va declarar la guerra.

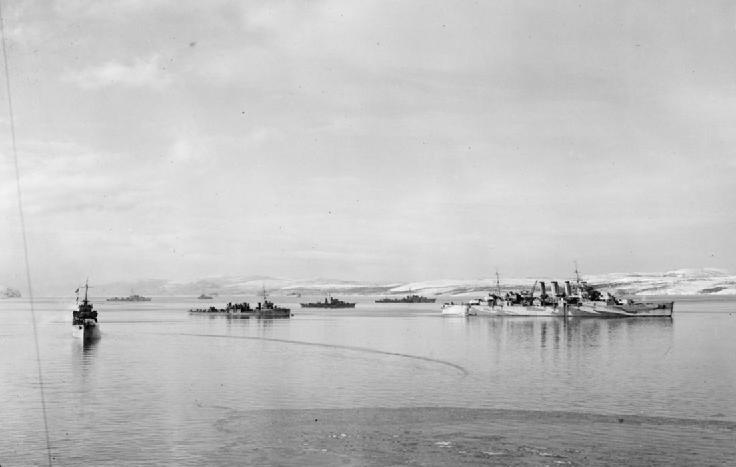
El Norfolk amb destructors i vaixells mercants en una ensenada russa mentre es trobava en comboi al nord. Fotografia presa des de l'

### Segona Guerra Mundial
En l'esclat de la guerra el 1939, el Norfolk va formar part del 18è Esquadró de Creuers de la Home Fleet, i va participar en la persecució dels cuirassats alemanys Gneisenau i Scharnhorst. Aviat va rebre nombroses reparacions pels danys que havia rebut, per no parlar de modificacions vitals al vaixell. Les seves primeres reparacions es van dur a terme a Belfast , després dels danys d'un torpede de l'U-47, el submarí responsable d'enfonsar el cuirassat Royal Oak a Scapa Flow.
Poc després, els danys de la bomba que havia rebut d'un fort atac aeri del Kampfgeschwader 26 a Scapa Flow el 16 de març de 1940 la van obligar a una altra reparació, aquesta vegada al Clyde. Després que aquestes reparacions s'haguessin completat, el Norfolk es va dirigir a una drassana al riu Tyne per a una nova incorporació al seu equip: un radar.
El desembre de 1940, el Norfolk va rebre l'ordre d'anar a l'Atlàntic Sud amb drets de protecció comercial. Operant fora de Freetown com a part de la Força K, va participar en la caça del cuirassat de butxaca Admiral Scheer. Al gener de 1941 el Norfolk, sota el comandament del capità Phillips, es va unir a la recerca del creuer auxiliar alemany Kormoran a l'Atlàntic Sud. Al febrer, va escortar combois de tropes atlàntiques, però al maig havia tornat a les aigües islandeses. El Norfolk va ser el segon vaixell que va albirar el cuirassat alemany Bismarck, després del Suffolk, un altre creuer de classe County amb el qual estava patrullant. El Norfolk i el Suffolk van continuar seguint el cuirassat alemany abans i després de la batalla de l'estret de Dinamarca; el Suffolk va haver d'abandonar perquè tenia poc combustible. Més tard, el Norfolk es va unir als cuirassats Rodney i King George V i el seu germà Dorsetshire com a part de la força que finalment va enfonsar Bismarck en la batalla final del vaixell alemany.
A partir de setembre, va ser emprat com a escorta dels ardus combois àrtics. Durant aquest període, el Dorsetshire havia estat bombardejat i enfonsat per torpedes i bombarders en picat japonesos al teatre del Pacífic com a part dels intents de la Flota de l'Est d'esquivar els avenços japonesos a Ceilan. El Norfolk va formar part de la força de cobertura de creuers del comboi JW 55B quan es va enfrontar a Scharnhorst, el 26 de desembre de 1943. Va anotar tres impactes al vaixell alemany i en va rebre diversos d'obusos d'11 polzades (tots passant pel vaixell de pell fina sense explotar) a canvi, abans que ella es retirés; Més tard, el Scharnhorst va ser capturat i enfonsat pel cuirassat Duke of York i els seus creuers i destructors d'escorta.

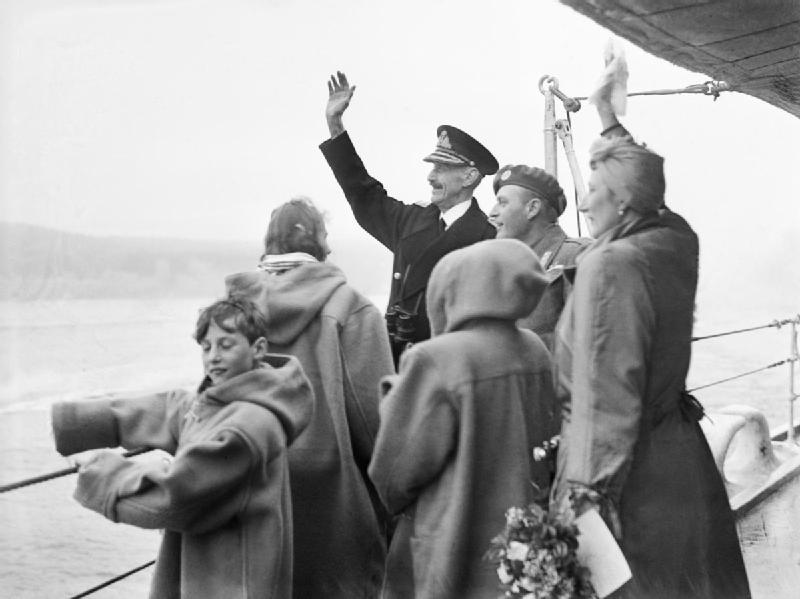
La família reial de Noruega saludant a la multitud acollidora des de l'HMS Norfolk a Oslo

Va patir danys (especialment a la torreta X i la barbeta) en aquest enfrontament, i posteriorment va ser reparat (perdent la torreta X a favor de canons antiaeris addicionals) al Tyne, cosa que li va impedir participar en l'històric desembarcament de Normandia. El Norfolk va ser el vaixell insígnia del vicealmirall Rhoderick McGrigor al nord de Noruega durant l'operació Judici, Kilbotn, un atac del Fleet Air Arm a una base de submarins que va destruir dos vaixells i l'U-711 el 4 de maig de 1945, en l'últim atac aeri de la guerra a Europa. Quan la guerra va arribar a la fi, el Norfolk va abandonar Plymouth per fer una reparació molt necessària a Malta, després de transportar la família reial noruega de tornada a Oslo després del seu exili de cinc anys a Londres. Això va ser seguit pel servei a les Índies Orientals com a vaixell insígnia del Comandant en Cap de les Índies Orientals.

### Postguerra
El 1949, el Norfolk va tornar a Gran Bretanya i va ser col·locat a la Reserva. Va ser venuda a BISCO per al desballestament el 3 de gener de 1950. El 14 de febrer de 1950, va procedir a Newport, arribant el 19 de febrer, per ser desballestat després de 22 anys de servei.

## Honors de batalla
- Atlàntic 1941
- Bismarck 1941
- Àrtic 1941–1943
- Nord d'Àfrica 1942
- Cap Nord 1943
- Noruega 1945